# Stephen Baldwin
Stephen Andrew Baldwin (Massapequa (New York), 12 mei 1966) is een Amerikaanse acteur, bekend van The Usual Suspects en Bio-Dome. Hij is de jongste van de gebroeders Baldwin. Hij is de vader van model en televisiepersoonlijkheid Hailey Bieber.

## Filmografie
- 1988 - The Beast
- 1989 - The Young Riders
- 1989 - Last Exit to Brooklyn
- 1989 - Born on the Fourth of July
- 1992 - The Silence of the Lambs
- 1993 - Bitter Harvest
- 1994 - A Simple Twist of Fate
- 1994 - 8 Seconds
- 1994 - Threesome
- 1994 - Mrs. Parker and the Vicious Circle
- 1995 - Dead weekend
- 1995 - The Usual Suspects
- 1996 - Bio-Dome
- 1996 - Fled
- 1996 - Crimetime
- 1998 - Half Baked
- 1998 - One Tough Cop
- 1998 - Scarred City
- 1999 - Absence of the Good
- 1999 - The Sex Monster
- 1999 - Friends & Lovers
- 2000 - Cutaway
- 2000 - The Flintstones In Viva Rock Vegas
- 2001 - Spider's Web
- 2001 - Dead Awake
- 2001 - XChange
- 2001 - Zebra Lounge
- 2001 - Protection
- 2002 - Silent Warnings
- 2002 - Greenmail
- 2002 - Slap Shot 2: Breaking the Ice
- 2003 - Celebrity Mole Hawaï (televisieserie)
- 2003 - Scare Tactics (televisieserie)
- 2003 - Firefight
- 2003 - Shelter Island
- 2004 - Celebrity Mole Yucatán (televisieserie)
- 2004 - Six: The Mark Unleashed
- 2004 - Livin' It (DVD)
- 2004 - Target
- 2005 - Bound by Lies
- 2005 - The Snake King
- 2006 - The Flyboys
- 2006 - The Genius Club
- 2006 - Livin' It LA (DVD)
- 2006 - Dark Storm (TV - SciFi Channel)
- 2006 - Earthstorm (TV - SciFi Channel)
- 2007 - Stan Lee's The Harpies
- 2007 - Fred Claus
- 2014 - 2047: Sights of Death